# نغمه (فیلم)
نغمه فیلمی به کارگردانی و نویسندگی ابوالقاسم طالبی و تهیه‌کنندگی علیرضا سبط احمدی محصول سال ۱۳۸۰ است.

## داستان
محمود، مهندس کامپیوتر، جانباز شیمیایی و مبتلا به سرطان است. یک شب که در خیابان قدم می‌زند متوجه می‌شود که دو موتورسوار کیف دختری به نام شیوا را دزدیده‌اند و مزاحم او شده‌اند. محمود با آنها درگیر می‌شود و…

## جشنواره‌ها
جشنواره‌های فیلم نغمه به شرح زیر است.
- دیپلم افتخار بهترین کارگردانی (ابوالقاسم طالبی) دهمین دوره جشنواره دفاع مقدس
- کاندیدا بهترین نقش اول مرد (حسین یاری) بیست و یکمین دوره جشنواره فیلم فجر
- شرکت در نهمین دوره جشنواره بین‌المللی فیلم کرالا (هند)
- شرکت در هجدهمین دوره جشنواره فیلم‌های کودکان و نوجوانان
- شرکت در ششمین دوره جشنواره جشن خانه سینما
- شرکت در نهمین دوره جشنواره دفاع مقدس